# Séneçon cinéraire
Jacobaea maritima
Espèce
Classification phylogénétique
Le Séneçon cinéraire ou Cinéraire maritime (Jacobaea maritima) est une espèce de plante à fleurs de la famille des Asteraceae.
Originaire du bassin méditerranéen, il est une plante typique des pelouses aérohalines des littoraux, dans les sables (plante psammophile) ou les rochers ensoleillés (plante saxicole et héliophile). Elle supporte assez bien des conditions de sécheresse sévères (plante xérophile) ainsi que les embruns salés (plante halophile).
Elle est considérée comme envahissante en Bretagne.

## Taxonomie
Cette espèce a connu une relative instabilité en ce qui concerne son nom scientifique. Elle a changé plusieurs fois de genre ainsi que de rang taxinomique (espèce/sous-espèce).
La diversité de noms vernaculaires en est une conséquence. Cependant, les auteurs la plaçaient généralement dans le genre Senecio. Des travaux, notamment ceux de Pelser & Meijden en 2005, tendent à prouver que cette espèce et d'autres font partie du genre Jacobaea, distinct de Senecio.

### Synonymes
- Othonna maritima L.
- Cineraria maritima (L.) L.
- Senecio cineraria DC.
- Senecio bicolor subsp. cineraria (DC.) Chater

## Description

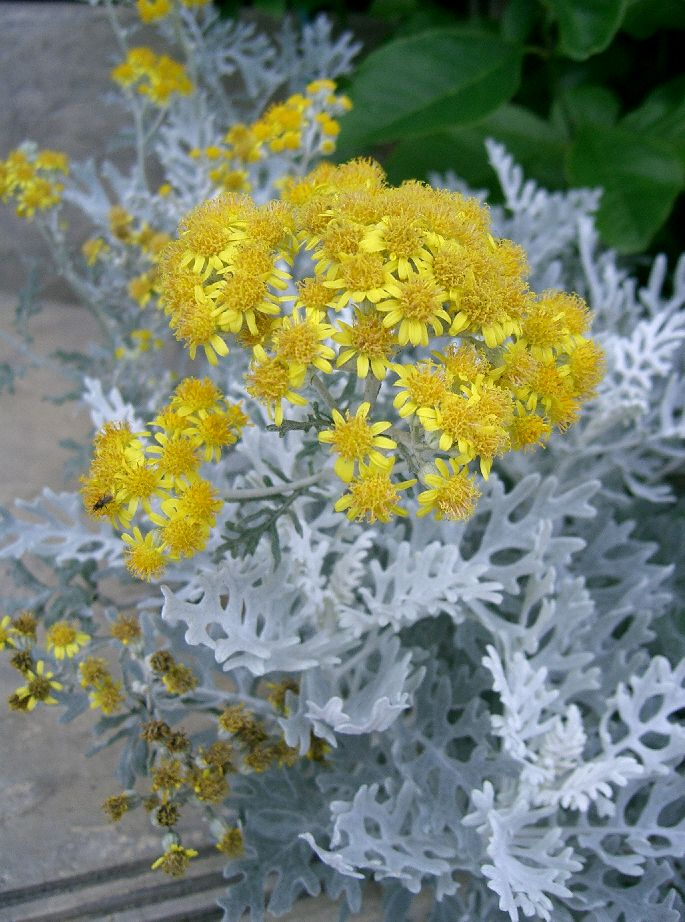
Séneçon cinéraire.

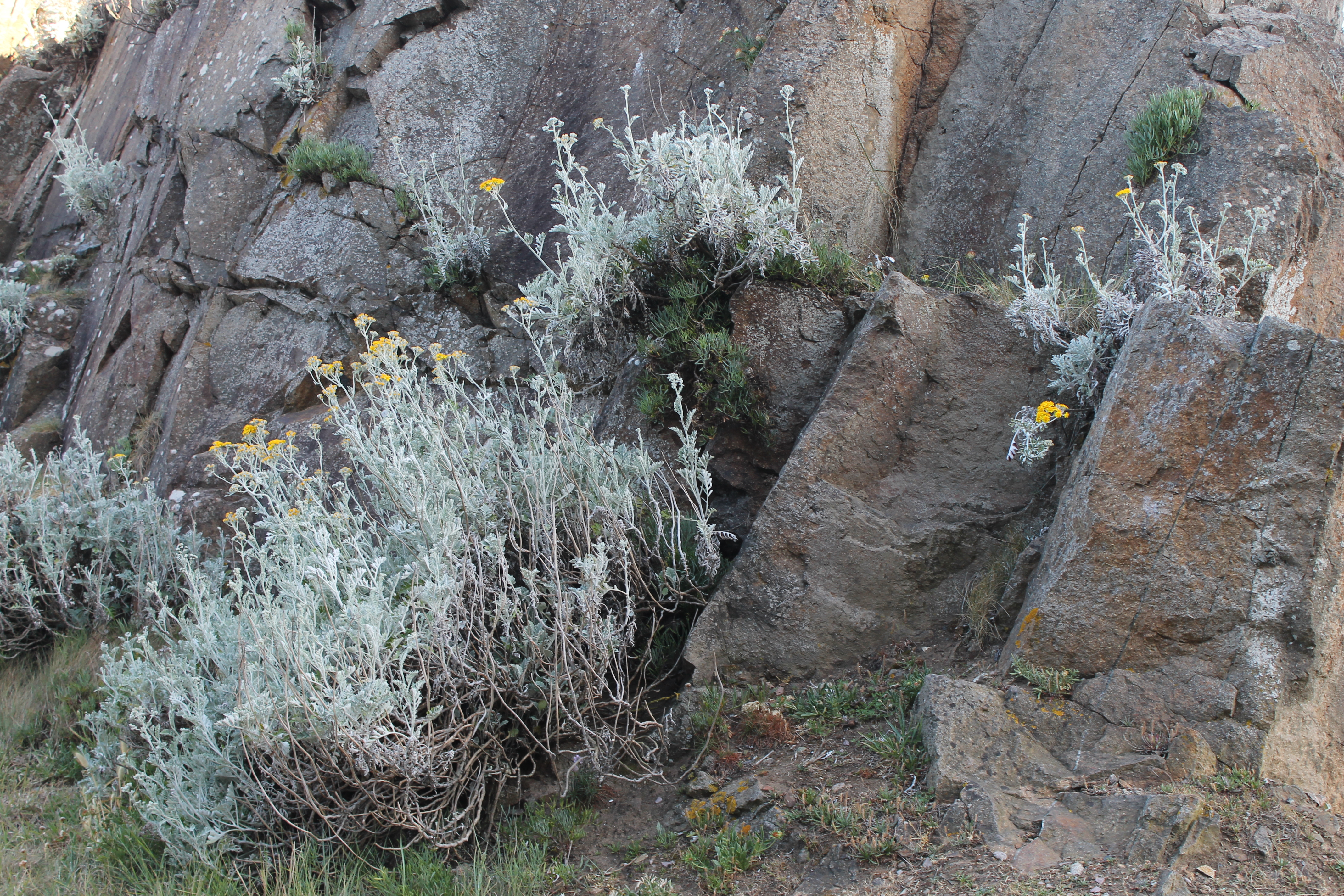
Séneçon cinéraire sur de la roche.

La cinéraire maritime est une plante herbacée à port buissonnant, très ramifiée, et pouvant atteindre 1 mètre de hauteur. Ses feuilles sont lobées à profondes échancrures, et couvertes d'un fin duvet blanc lui donnant une apparence argentée au soleil.
Sa floraison, qui a lieu d'avril à juillet, est constituée de groupes de petits capitules jaune vif.